# Hofkapelle (Angerhof)

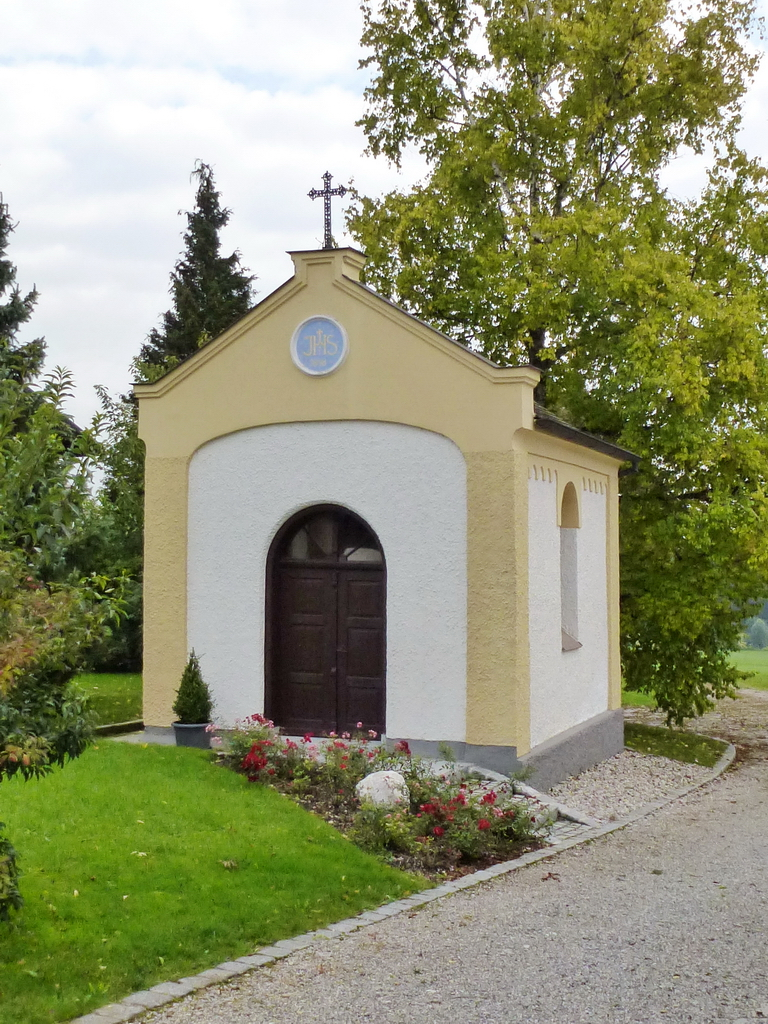
Hofkapelle in Angerhof

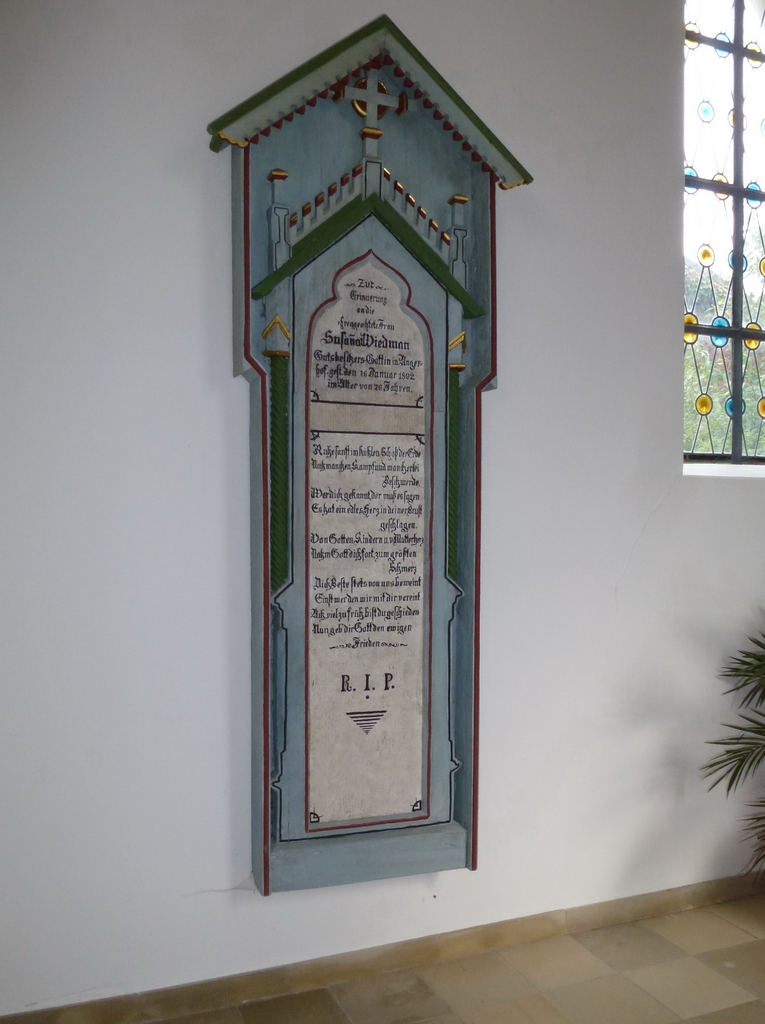
Totenbrett

Die katholische Hofkapelle in Angerhof, einem Gemeindeteil von Alling im oberbayerischen Landkreis Fürstenfeldbruck, wurde 1893 errichtet. Die Kapelle, die zum Angerhof gehört, ist ein geschütztes Baudenkmal.
Der kleine neuromanische Putzbau mit flachem Satteldach besitzt einen stark eingezogenen polygonalen Chor.
In der Kapelle ist ein Totenbrett angebracht zur Erinnerung an die Gutsbesitzersgattin Susanna Wiedmann († 16. Januar 1892).